# (36373) 2000 OJ16
2000 OJ16 (asteroide 36373) é um asteroide da cintura principal. Possui uma excentricidade de 0.17793390 e uma inclinação de 3.24190º.
Este asteroide foi descoberto no dia 23 de julho de 2000 por LINEAR em Socorro.